# 吉祥戏院
吉祥戏院是位于中国北京市东城区金鱼胡同西口的一家戏院。

## 简介
1906年，清朝光绪末年内廷大公主府总管事刘燮之创建“吉祥茶园”，地址位于金鱼胡同西口内，东安市场内东北角。后来发展成吉祥戏院。吉祥戏院是老北京最知名的戏院之一。京剧名家谭鑫培、杨小楼、金少山、谭富英、梅兰芳、马连良、姜妙香等人均曾在此演出。
中华人民共和国成立后，吉祥戏院改为国营。1965年，吉祥戏院翻建一新，白天演电影，晚上演戏。文化大革命时，吉祥戏院一度改名为“东风剧场”，1980年恢复原名，楼下24排座位，楼上10排座位，全场共有座位1150个。
1993年，北京市有关部门决定对东安市场进行改建，吉祥戏院被拆迁。时任中国剧协主席的曹禺以及骆玉笙、冯牧、冯其庸、谭元寿、新凤霞、梅葆玖、梅葆玥等50多名戏曲、学术名人联名上书，呼吁保留该戏院。北京市拆迁办公室乃将该戏院安排在新建的新东安市场大楼的7层，座位仅设计为300个。后因受到舆论关注，戏院又被调整到商场南面的地下一层及地下二层，座位设计为1000个。但投资方担心戏院挤占营业面积，遂将该戏院排除出新东安市场大楼的设计中。1998年，新东安市场大楼投入使用，而吉祥戏院根本没有被安排在其内。
其后，北京文化界知名人士多次呼吁重建吉祥戏院。经过多次调整，最终吉祥戏院被确定在金鱼胡同西口路北的绿屋百货原址上建设。该项目名称为吉祥大厦，后开有乐天银泰百货（2014年更名为北京王府井银泰in88）。吉祥戏院被安排在该大厦的7层至9层。但由于产权不清等缘故，吉祥戏院迟迟未能开业，直至2019年9月取得不动产登记证，2021年4月工程竣工，预计2021年5月23日重张开业，但直至2021年7月9日才正式重张开业。